# Ribeirópolis
Ribeirópolis is een gemeente in de Braziliaanse deelstaat Sergipe. De gemeente telt 16.194 inwoners (schatting 2009).